# Шиханов, Владимир Александрович
Владимир Александрович Шиханов (род. 16 марта 1957, Куйбышев) — советский и российский хоккеист и тренер. Заслуженный тренер России.

## Биография
Воспитанник команды «Восход» (Куйбышев). Перед призывом в армию был приглашён в куйбышевский СКА. Два сезона (1977/78 и 1978/79) выступал за СКА (Куйбышев). В 1979 году команду СКА расформировали.
В «Торпедо» (Тольятти) пришёл в 1980 году из казанского СК имени Урицкого. Выступая за «Ладу» («Торпедо»), он сыграл 693 матча и забросил 320 шайб, набрав по системе «гол + пас» 563 очка. Этот рекорд до сих пор остается не превзойденным. В 1990 году, когда команда была переименована в «Ладу», его избрали первым её капитаном.
В 35 лет ушёл из команды и один сезон отыграл в Словении. Выступал в сезоне-1991/92 за «Олимпию» (Любляна, Словения). Не получив полагающиеся по контракту деньги, Шиханов вернулся домой.
В 1993 году организовал ветеранскую команду «Торпедо-93», став её тренером и капитаном. В 2000 году она стала обладателем Кубка мира среди ветеранов в Ванкувере (Канада).
Летом 2000 года стал одним из тренеров самарского ЦСК ВВС.
Тренировал команду Зауралье с 2009 по 2013 года.
С 2013 года по 3 декабря 2015 тренировал ЦСК ВВС.
В 2015 году стал главным тренером МХК «Ладья» — фарм-клуба «Лады».

### Статистика (главный тренер)
(данные до 2010 г. не приведены)
Последнее обновление: 10 января 2016 года
| Команда  | Турнир-сезон | Регулярный сезон | Регулярный сезон | Регулярный сезон | Регулярный сезон | Регулярный сезон | Регулярный сезон | Регулярный сезон | Регулярный сезон | Плей-офф  | Плей-офф  | Плей-офф              |
| Команда  | Турнир-сезон | И                | В                | ВО/ВБ            | Н                | ПО/ПБ            | П                | О                | Результат        | В         | П         | Результат             |
| -------- | ------------ | ---------------- | ---------------- | ---------------- | ---------------- | ---------------- | ---------------- | ---------------- | ---------------- | --------- | --------- | --------------------- |
| Зауралье | ВХЛ 2010-11  | 56               | 20               | 10               | —                | 6                | 20               | 86               | 7-е на Востоке   | 1         | 3         | уступили в 1/8 финала |
| Зауралье | ВХЛ 2011-12  | 53               | 17               | 6                | —                | 7                | 23               | 70               | 9-е на Востоке   | не попали | не попали | не попали             |
| Зауралье | ВХЛ 2012-13  | 41               | 9                | 4                | —                | 6                | 22               | 41               | отставка         | —         | —         | —                     |
| ЦСК ВВС  | РХЛ 2012-13  | 8                | 2                | 3                | —                | 0                | 8                | 6                | 7-е на Западе    | 0         | 3         | уступили в 1/4 финала |
| ЦСК ВВС  | РХЛ 2013-14  | 48               | 24               | 4                | —                | 3                | 16               | 92               | 3-е на Западе    | 5         | 3         | уступили в 1/4 финала |
| ЦСК ВВС  | РХЛ 2014-15  | 48               | 20               | 4                | —                | 6                | 18               | 74               | 5-е              | 6         | 6         | уступили в финале     |
| Ладья    | МХЛ 2015-16  | 44               | 13               | 5                | —                | 3                | 23               | 52               | 14-е на Востоке  | не попали | не попали | не попали             |
| Ладья    | МХЛ 2016-17  | 60               | 20               | 5                | —                | 9                | 26               | 79               | 12-е на Востоке  | не попали | не попали | не попали             |

## Семья
Два сына: Сергей (род. 8 апреля 1978) и Роман (род. 26 ноября 1982), оба хоккеисты.

## Награды и звания
- Заслуженный тренер России.
- Памятный знак в честь 65-летия отечественного хоккея.